# Сармантомар
Сармантомар (каз. Сармантомар) — болото в Алтынсаринском районе Костанайской области Казахстана. Находится в 9 км к юго-западу от развалин села Шуваловка.
По данным топографической съёмки 1944 года являлось озером. Площадь поверхности болота составляет 1,14 км². Наибольшая длина болота — 1,5 км, наибольшая ширина — 1,1 км. Длина береговой линии составляет 4,8 км, развитие береговой линии — 1,26. Болото расположено на высоте 189 м над уровнем моря.